# Трубетчинский сельсовет
Трубетчинский сельсове́т — сельское поселение в Добровском районе Липецкой области. 
Административный центр — село Трубетчино.

## История
Решением Липецкого облисполкома от 11 ноября 1983 г.  образован Поройский сельсовет путем разукрупнения Трубетчинского сельсовета	
. Передано село Порой. 
В соответствии с законом Липецкой области №114-оз «О наделении муниципальных образований в Липецкой области статусом городского округа, муниципального  района, городского и сельского поселения» от 2 июля 2004 года Трубетчинский сельсовет наделён статусом сельского поселения.

## Население
| 2010  | 2012  | 2013  | 2014  | 2015  | 2016  | 2017  |
| ----- | ----- | ----- | ----- | ----- | ----- | ----- |
| 2176  | ↘2137 | ↘2073 | ↘2049 | ↘2030 | ↘2023 | ↗2029 |
| 2018  | 2021  |       |       |       |       |       |
| →2029 | ↘2016 |       |       |       |       |       |

## Состав сельского поселения
| № | Населённый пункт | Тип населённого пункта       | Население |
| - | ---------------- | ---------------------------- | --------- |
| 1 | Трубетчино       | село, административный центр | ↘2016     |